# Michel Voïta
Pour les articles homonymes, voir Voïta.
Michel Voïta, né le 1er mars 1957 à Cully, est un acteur suisse. 
En France et en Belgique, il est connu pour avoir joué un des rôles principaux dans la série R.I.S Police scientifique de 2011 à 2013.

## Filmographie sélective

### Cinéma
- 1983 : Alexandre
- 1987 : Jenatsch : Christophe Sprecher
- 1988 : La Méridienne : Le libraire
- 1988 : À corps perdu : David
- 1988 : Le Petit Garçon qui Vola la Lune : Narrateur (doublage)
- 1989 : Natalia : Tomasz
- 1990 : Équipe de nuit : Quentin
- 1991 : Jacques et Françoise : Ramel fils
- 1991 : De plein fouet : Robert Brunner
- 1991 : La Demoiselle sauvage : Policier en chef
- 1992 : Indochine : Edmont de Beaufort
- 1999 : La Guerre dans le Haut Pays : Fornerod
- 2000 : La Baie des trépassés : Mathias
- 2004 : Marée noire : Fred Le Normand
- 2004 : Tout un hiver sans feu de Grzegorz Zgliński : Roger Mabillard
- 2007 : L'Écart : Antoine Fregoli
- 2008 : Der Freund : Jean-Michel
- 2009 : Dirty Money l'infiltré : Vaster
- 2009 : Un chat un chat : Le psychanalyste
- 2009 : Réfractaire : Pierrot
- 2009 : Rapt : Le commissaire Paoli
- 2010 : Elder Jackson
- 2012 : La Mer à boire de Jacques Maillot : Alexandre Cervier
- 2017 : Sarah joue un Loup Garou, Raphaël
- 2017 : Fauves (Ancien nom : Tiens ta droite), Michel Huguenin
- 2019 : Ceux qui travaillent d'Antoine Russbach

### Télévision
- 1985 : Série noire : Le Tueur du dimanche de José Giovanni
- 1993 : Florence Larrieu, le juge est une femme (épisode L'enfant de l'absente) : Bastien Ségurel
- 1995 : L'Homme aux semelles de vent
- 1996 : Emma - Première mission  : Pierre Lacoste
- 1996 : Les Alsaciens ou les Deux Mathilde de Michel Favart (feuilleton TV) : Louis
- 1996 : Crime à l'altimètre : Yvon
- 1997 : Cassidi et Cassidi: Le démon de midi : Greco
- 1997 : L'Improbable Monsieur Owen : monsieur Schaft
- 1999 : Les Cordier, juge et flic « Épisode 2 saison 8, Menace sur la ville » : Brice Monteiro
- 2000 : Femmes de loi (épisode "Justice d'une mère") : Simon Bartoldi, ex-mari d'Elizabeth
- 2002 : La Source des Sarrazins : Xavier
- 2003 : Macho blues : Jean
- 2004 : Les Passeurs : Roulet Delmas
- 2004 : Sauveur Giordano (épisode "Disparitions") : Pierre
- 2004 : À cran, deux ans après : Boulay
- 2004 : Femmes de loi (épisode "Amour fou") : Henri Paul de la Marnière
- 2006 : Julie Lescaut : Maître Bruno Savage
- 2006 : Le Maître du Zodiaque (feuilleton TV) : Bertrand Daguerre
- 2006 : Sartre, l'âge des passions : Inspecteur de Police
- 2007 : Commissaire Cordier d'Olivier Langlois (Épisode 2 Saison 3 : "Scoop mortel") : Max
- 2007 : Voltaire et l'affaire Calas : Choiseul
- 2009 : La Belle Vie : Rockwell
- 2010 : Joséphine, ange gardien (épisode "Marie-Antoinette") : Gandolfi
- 2011-2013 : R.I.S Police scientifique : Le Commandant Maxime Vernon
- 2014 : Crime en Aveyron de Claude-Michel Rome : François Hascouet
- 2015 : Chérif : Rendez-vous mortels (saison 2, épisode 1) : Michel Dujol
- 2015 : Accusé (épisode 1) de Didier Bivel et Julien Despaux : Marc Levasseur
- 2015 : Meurtres à Carcassonne de Julien Despaux : Hugues Dorval
- 2016 : Baron noir de Ziad Doueiri : Jean-Marc Auzanet
- 2017 : Quartier des Banques (série TV) : Peter Senn
- 2021 : HPI, saison 1, épisode 3 : Arnaud Grangeon
- 2021 : Sacha (mini-série), série de Léa Fazer : Philippe Teissier
- 2022 : Meurtres à Pont-Aven de Stéphane Kappes : Paul Dumoriez
- 2024 : En haute mer de Denis Rabaglia : Pierre Morand
- 2025 : Intraçables (série télévisée) de Louis Farge et Luc Walpoth : Ambroise Keller

## Théâtre
- 1992 : Héritage de Augustus Goetz et Ruth Goetz d'après Henry James, mise en scène Gildas Bourdet, Cado, Théâtre de Paris, Festival d'Angers, Festival de Ramatuelle
- 1995  : Un Sémite de Denis Guénoun, au Théâtre de Vidy[2]
- 2014 : Proust : Du côté de chez Swann, A la recherche du temps perdu, Dire Combray, lecture puis interprétation.
- 2015 : Le Laboureur de Bohème, texte de Johannes von Tepl, mise en scène Simone Audemars, acteurs : Hélène Firla, Michel Voïta.
- 2016 : Zippo, texte de Michel Voïta, mise en scène Michel Voïta et Florence Quartenoud, acteurs : Marie Ruchat, Frank Semelet et Michel Voïta, Création – coproduction : Le Petit Théâtre de Lausanne, Théâtre Adélie 2.
- 2017 : Camus : Dire Noces, mise en scène et récit, Michel Voïta. Production : TKM Théâtre Kléber-Méleau, Renens, Suisse. Co-production : Compagnie Théâtre Adelie 2[3].